# Jüdischer Friedhof (Créhange)

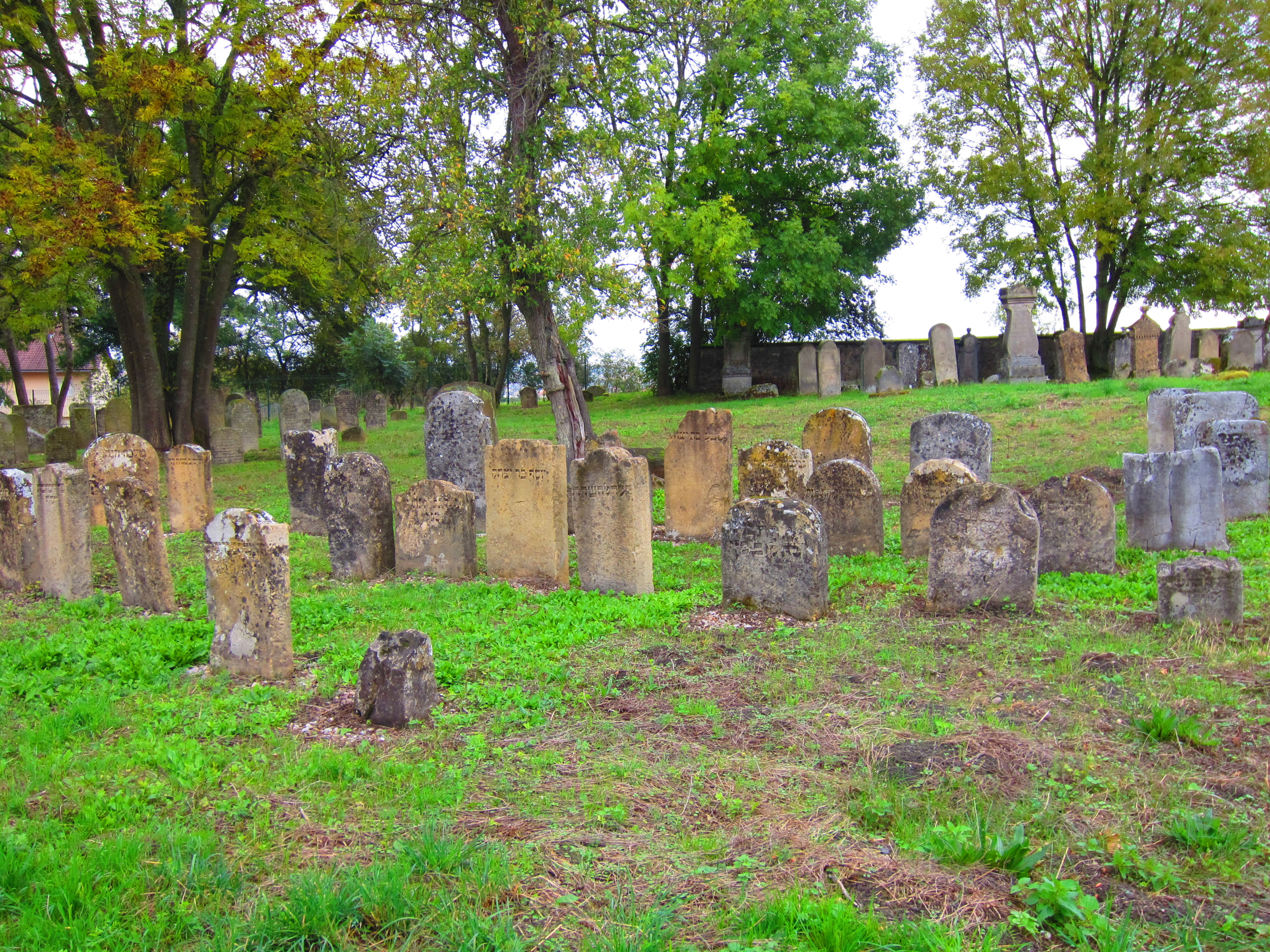
Jüdischer Friedhof in Créhange

Der Jüdische Friedhof in Créhange, einer französischen Gemeinde im Département Moselle in der historischen Region Lothringen, wurde 1688 angelegt. 
Der jüdische Friedhof befindet sich in der Rue de Puttlingen. Auf dem Friedhof sind noch zahlreiche Grabsteine (Mazevot) erhalten.